# دورا میلز آدامز
دورا میلز آدامز (انگلیسی: Dora Mills Adams؛ ‏ ۲۴ اکتبر ۱۸۷۴ – ۳۱ ژوئیهٔ ۱۹۴۳) بازیگر اهل ایالات متحده آمریکا بود.
از فیلم‌هایی که وی در آن‌ها نقش داشته است، می‌توان به حالت چطوره؟ اشاره نمود.